# Coslada
Coslada är en kommun i Spanien. Den ligger i den autonoma regionen Madrid, i den centrala delen av landet, 13 km öster om huvudstaden Madrid. Antalet invånare är 80 760 (2024).